# Khetri
Khetri är en ort i Indien.   Den ligger i distriktet Jhunjhunūn och delstaten Rajasthan, i den norra delen av landet, 160 km sydväst om huvudstaden New Delhi. Khetri ligger 398 meter över havet och antalet invånare är 17 177.
Terrängen runt Khetri är platt åt sydost, men åt nordväst är den kuperad. Runt Khetri är det tätbefolkat, med 369 invånare per kvadratkilometer. Det finns inga andra samhällen i närheten. Trakten runt Khetri består till största delen av jordbruksmark.